# Пітер Руфаї
Пітер Руфаї (англ. Peter Rufai; 24 серпня 1963, Лагос, Нігерія — 3 липня 2025) — нігерійський футболіст, що грав на позиції воротаря.
Виступав, зокрема, за клуби «Локерен» та «Депортіво», а також національну збірну Нігерії.

## Клубна кар'єра
У дорослому футболі дебютував 1980 року виступами за команду клубу «Стешіонері Стоурс», в якій провів чотири сезони.
Згодом з 1985 по 1989 рік грав у складі команд клубів «Фемо Скорпіонс» та «Драгонс».
Своєю грою за останню команду привернув увагу представників тренерського штабу клубу «Локерен», до складу якого приєднався 1989 року. Відіграв за команду з Локерена наступні три сезони своєї ігрової кар'єри.
1992 року уклав контракт з клубом «Беверен», у складі якого провів наступний рік своєї кар'єри гравця.
З 1993 року один сезон захищав кольори команди клубу «Гоу Егед Іглз». З 1994 року три сезони захищав кольори команди клубу «Фаренсе». Більшість часу, проведеного у складі «Фаренсе», був основним голкіпером команди.
Протягом 1997 року захищав кольори команди клубу «Еркулес». З 1997 року два сезони захищав кольори команди клубу «Депортіво».
Завершив професійну ігрову кар'єру у клубі «Жіл Вісенте», за команду якого виступав протягом 1999—2000 років.

## Виступи за збірну
1983 року дебютував в офіційних матчах у складі національної збірної Нігерії. Протягом кар'єри у національній команді, яка тривала 16 років, провів у формі головної команди країни 70 матчів.
У складі збірної був учасником чемпіонату світу 1994 року у США, Кубка африканських націй 1994 року в Тунісі, здобувши того року титул континентального чемпіона, розіграшу Кубка конфедерацій 1995 року в Саудівській Аравії, чемпіонату світу 1998 року у Франції.
24 липня 1993 року в матчі кваліфікації на КАН 1994 проти Ефіопії реалізував пенальті, чим допоміг своїй збірній перемогти з рахунком 6:0.

## Досягнення
- Чемпіон Африки: 1994
- Срібний призер Кубка африканських націй: 1984, 1988